# ヴォリン島
ヴォリン島（ヴォリンとう、ポーランド語: Wolin [ˈvɔlin]、ドイツ語: Wollin [vɔˈliːn]）は、バルト海にあるポーランド領の島。西ポモージェ県に属している。
西のウーゼドム島とはŚwina海峡で、東の本土とはDziwna海峡で隔てられている。
島の面積は265 km2で、最高地点はGrzywacz（標高116m）である。
オーデル川からの水が島の南のシュチェチン潟に注いだ後、Świna、Dziwnaおよびウーゼドム島西のPeeneを通ってバルト海のポメラニア湾へ注いでいる。
島の大半は森林および後氷期の丘陵地帯で構成されている。島中央部にはヴォリン国立公園がある。